# Ayuí / Tacuabé
Ayuí / Tacuabé es un sello discográfico uruguayo creado en 1971.

## Historia
Este sello discográfico es fundado en 1971 por un grupo de músicos integrado por José "Pepe" Guerra, Daniel Viglietti, Braulio López y Coriún Aharonián con la finalidad de promover artistas que normalmente no eran editados por otras discográficas.
Se definió que bajo el nombre Tacuabé se editarían fonogramas de música culta, y con el de Ayuí los discos de música popular, narraciones y poesía.
Las primeras grabaciones que se editaron para el sello fueron Los Olimareños, el guitarrista Agustín Carlevaro, el compositor Héctor Tosar, los escritores Juan Capagorry y Milton Schinca y el humorista Wimpi. Asimismo fueron editados discos de los exponentes de la Nueva Trova Cubana como Silvio Rodríguez, Noel Nicola y Pablo Milanés.
Luego del golpe de Estado de 1973, y con el advenimiento de la dictadura cívico-militar, muchos de los músicos fundadores de este sello tuvieron que exiliarse. Durante este período, Coriún Aharonián se encargó de la coordinación general del sello.
En años siguientes se realizaron grabaciones del grupo Aguaragua de Carlos Canzani, de Jaime Roos, de Los que iban cantando, de Rubén Rada, de El Cuarteto de Nos, de Leo Maslíah y de Larbanois & Carrero entre muchos otros músicos que integran el movimiento del canto popular uruguayo.